# Adobe Integrated Runtime
Adobe Integrated Runtime (AIR) è un ambiente di sviluppo multipiattaforma attualmente sviluppato da Harman International con Adobe Inc., per applicazioni internet che usano Adobe Flash, Adobe Flex, HTML, o AJAX, che possono essere utilizzate come applicazioni desktop.
AIR, senza alcun uso di un browser, consente di scrivere applicazioni per garantire molte delle caratteristiche dei più tradizionali programmi installabili su desktop, grazie all'uso di codice Flash, HTML e JavaScript.
Un programma scritto in Flash è quindi eseguibile su qualunque computer abbia installato Adobe Air: sia esso un Pc con Windows, un Apple con MacOS, un tablet con Android o un dispositivo mobile iOS.

## Versioni
La versione 1.0 è stata messa in commercio il 25 febbraio 2008, mentre una versione stabile per Linux è stata messa in commercio il 18 dicembre 2008. Dalla versione 2.6 è stato abbandonato il supporto per i sistemi Linux.
Nella versione 2.0, lanciata nel 2010, è stato aggiunto il supporto per l'accesso ai dispositivi di storage, un supporto per l'apertura di documenti Microsoft Word o PDF. Sono stati implementati, infine, il supporto all'HTML5 e ai CSS3.